# Hong Jeong-Ho
Hong Jeong-Ho   (Provincia de Jeju, 21 de maig de 1974) és una jugadora d'handbol sud-coreana, ja retirada, guanyadora de tres medalles olímpiques.
Va participar, als 18 anys, en els Jocs Olímpics d'Estiu de 1992 celebrats a Barcelona (Catalunya), on va aconseguir guanyar la medalla d'or amb la selecció sud-coreana en la competició femenina d'handbol. En els Jocs Olímpics d'Estiu de 1996 realitzats a Atlanta (Estats Units), aconseguí guanyar la medalla de plata en aquesta mateixa competició, perdent la final olímpica davant la selecció danesa. Absent dels Jocs Olímpics d'estiu de 2000 realitzats a Sydney (Austràlia) i dels Jocs Olímpics d'estiu de 2004 realitzats a Atenes (Grècia), participà en els Jocs Olímpics d'Estiu de 2008 realitzats a Pequín (República Popular de la Xina), on aconseguí guanyar la medalla de bronze.
En el seu palmarès també destaca una medalla d'or en el Campionat del Món d'handbol femení de 1995 i una altra medalla d'or en els Jocs Asiàtics de 1994.
A nivell de clubs jugà al Bækkelagets SK de Noruega, al Slagelse FH de Dinamarca i a l'Omron Handball del Japó. Va guanyar la Recopa d'Europa de 1999 amb el Bækkelagets SK i la Copa EHF Femenina amb el Slagelse FH el 2003. Amb el Bækkelagets SK va guanyar la lliga de Noruega de 1998 i amb el Slagelse FH va guanyar la lliga danesa del 2003.